# Sebastian Mutschelle

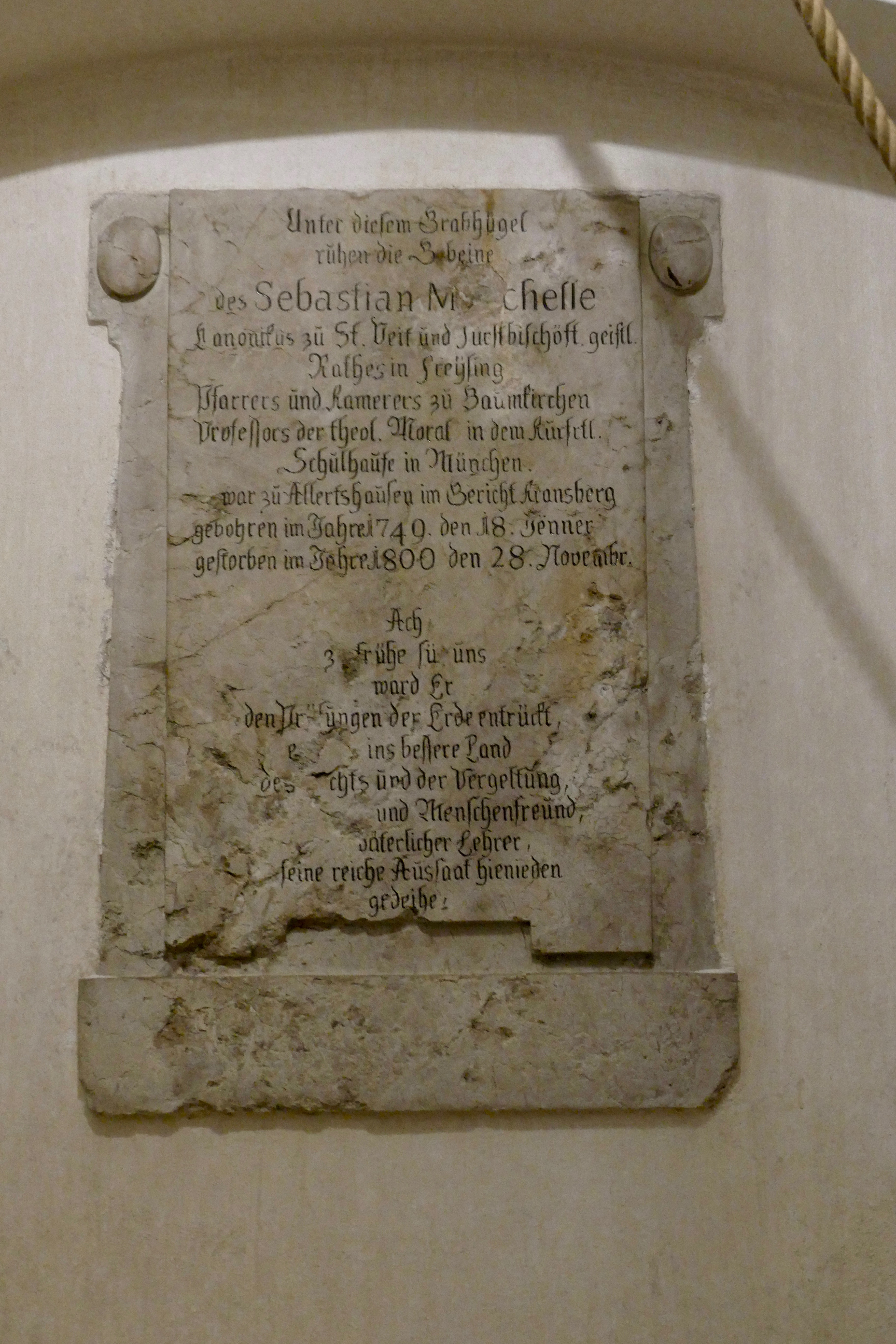
Gedenktafel für Sebastian Mutschelle in St. Stephan (Berg am Laim)

Sebastian Mutschelle (* 18. Januar 1749 in Allershausen; † 28. November 1800 in Baumkirchen) war ein römisch-katholischer Priester aus Deutschland.

## Leben
Mutschelle, Sohn eines Müllers, absolvierte 1765 das Jesuitengymnasium zu München (heute Wilhelmsgymnasium München), trat anschließend in Landsberg als Novize in diesen Orden ein und wirkte ab 1770 als Lehrer am Münchener Jesuitengymnasium. Nach der Aufhebung des Ordens 1773 setzte Mutschelle in Ingolstadt seine philosophischen und theologischen Studien fort. Mit der Priesterweihe 1774 wurde er als Diözesanpriester im Bistum Freising inkardiniert.
Nach Stellen als Pfarrverweser in Mattighofen (bei Braunau) und als Wallfahrtsprediger in Altötting wurde Mutschelle 1779 zum Kanoniker und Geistlichen Rat in Freising ernannt, wo er auch das Schulkommissariat übernahm. Er sorgte für die Hebung der damals vielfach im Argen liegenden Volksbildung.
Sebastian Mutschelle vertrat eine Richtung des Katholizismus, die, vom Rationalismus beeinflusst, mehr Gewicht auf die praktische Bedeutung des Christentums als auf die Dogmatik legte und einige Jahrzehnte später in Ignaz Heinrich Freiherr von Wessenberg den bekanntesten Vertreter fand. Daher wurde Mutschelle von vielen seiner Amtsgenossen angefeindet und als Freigeist verleumdet, sodass er seine Stelle aufgab. Er widmete sich dem Studium der Philosophie Kants und war schriftstellerisch tätig. Als 1788 in Freising Maximilian Prokop von Toerring-Jettenbach Bischof wurde, wurde Mutschelle wieder in seine früheren Stellen eingesetzt, in denen er sein Wirken, (z. B. der Errichtung von Arbeitsschulen) fortsetzte, bis er 1793 Pfarrer in Baumkirchen (heute Ortsteil Münchens im Stadtbezirk Berg am Laim) wurde. Im Jahre 1799 wurde er zum Professor der Moraltheologie und Homiletik am unter der Leitung von Cajetan Weiller stehenden Lyceum zu München ernannt, wobei er das Pfarramt beibehielt.
1789/90 gab Mutschelle eine Übersetzung des Neuen Testaments heraus, für die er laut dem Vorwort auf „eine der besten deutschen Übersetzungen“ zurückgriff. Dabei handelte es sich – ungewöhnlich für einen katholischen Bibelherausgeber – um die 1780 bis 1782 in Zürich erschienene Übersetzung der Schweizer Protestanten Johann Ludwig Vögeli, Johann Caspar Häfeli und Johann Jakob Stolz.
Durch seine Schriften Ueber das sittlich Gute (1788), Philosophische Gedanken und Abhandlungen mit Rücksicht auf die kritische Philosophie (1793–98) und Kritische Beyträge zur Metaphysik in einer Prüfung der Stattlerischen Antikantischen (1795) wurde er als „Kantianer“ bekannt. Die preußische Regierung, die beabsichtigte, in Königsberg zwei Lehrstühle für katholische Theologie zu errichten, wollte Sebastian Mutschelle auf eine der Professuren berufen. Dieser verhielt sich, als im Mai 1800 der Ruf an ihn erging, zunächst ablehnend, da er aber neue Anfeindungen erfuhr (man denunzierte ihn fälschlich als den Verfasser der anonymen Schrift „Neuer Himmel und neue Erde“), wollte er die Verhandlungen mit Preußen wieder anknüpfen. Durch die Streitigkeiten und Anfeindungen während der Einquartierungen in seiner Pfarrei im Verlauf der französischen Besatzung hatte jedoch seine Gesundheit gelitten, und er erlag noch im selben Jahr einem Schlaganfall. Nach seinem Tode wurde eine Sammlung abgehalten, um zu seinem Andenken in einer neu entstandenen Siedlung bei Dachau eine Schule zu gründen.

## Werke
- Ueber das sittlich Gute (1788)
- Philosophische Gedanken und Abhandlungen mit Rücksicht auf die kritische Philosophie (1793–98, vier Bändchen)
- Kritische Beyträge zur Metaphysik in einer Prüfung der Stattlerischen antikantischen (1795)

Weitere Schriften aus seinen letzten Lebensjahren sind:
- Ueber kantische Philosophie, 1. Heft: Versuch einer faßlichen Darstellung der kantischen Philosophie (1799, von Ign. Thanner bis zu einem 12. Heft, 1805, fortgesetzt)
- Moraltheologie(1800) als Unterlage für seine Vorlesungen
- eine Übersetzung des Neuen Testamentes (1789), mit besonderer Berücksichtigung der sittlichen Forderungen
- Die Geschichte Jesu sammt einer Anweisung, die Evangelien mit Nutzen und Einsicht zu lesen (1784),
- Bemerkungen über die sonntäglichen Evangelien (1786)
- Handbuch der sonntäglichen Evangelien (1791)
- Unterredungen eines Vaters mit seinen Söhnen über die Grundwahrheiten der christlichen Religion (1791, auch ins französische übersetzt 1798)
- Christkatholischer Unterricht (1792)

Seine Predigten wurden später aus seinem Nachlass herausgegeben (1804 und 1813).